# Perdita fumipennis
Perdita fumipennis är en biart som beskrevs av Timberlake 1964. Perdita fumipennis ingår i släktet Perdita och familjen grävbin. Inga underarter finns listade i Catalogue of Life.